# Клаффер-ам-Хохфихт
Кла́ффер-ам-Хо́хфихт (нем. Klaffer am Hochficht) — коммуна (нем. Gemeinde) в Австрии, в федеральной земле Верхняя Австрия.
Входит в состав округа Рорбах. Население составляет 1318 человек (на 31 декабря 2005 года). Занимает площадь 28 км². Официальный код — 41 315.

## Политическая ситуация
Бургомистр коммуны — Йохан Юнгбауэр (СДПА) по результатам выборов 2003 года.
Совет представителей коммуны (нем. Gemeinderat) состоит из 19 мест.
- АНП занимает 10 мест.
- СДПА занимает 9 мест.